# Bundesstraße 467
Pour les articles homonymes, voir Route 467.
La Bundesstraße 467 est une Bundesstraße du Land de Bade-Wurtemberg.

## Géographie
Elle commence au sud de Ravensbourg sur la B 30 et mène en passant par Tettnang à Kressbronn am Bodensee sur la B 31. Elle se situe presque entièrement dans l'Arrondissement du Lac de Constance.

## Histoire
De 1884 à 1932, l'ancienne Staatsstraße 62 du Wurtemberg avait presque le même tracé que l'actuelle B 467. Elle commençait à Oberhofen et se poursuivait par Liebenau et Tettnang, pour se terminer à Kressbronn am Bodensee.

## Source
- (de) Cet article est partiellement ou en totalité issu de l’article de Wikipédia en allemand intitulé « Bundesstraße 467 » (voir la liste des auteurs).

1. ↑  (de) Der Kreis Ravensburg, Theiss, 1976, 445 p. (ISBN 9783806201451, lire en ligne), p. 358